# Roger Black

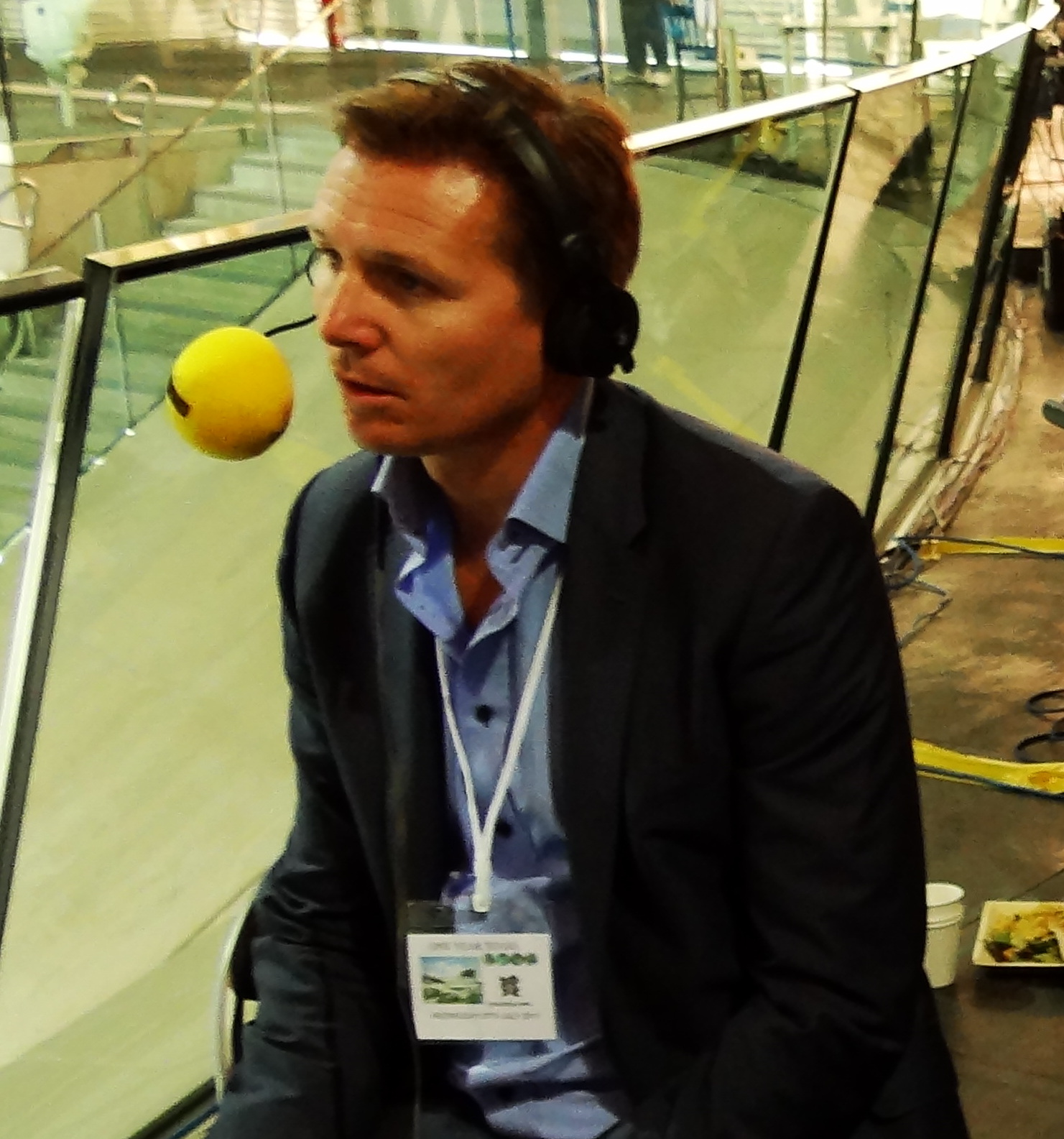
Roger Black (2011).

Roger Anthony Black, adlad före detta brittisk friidrottare (400-meterslöpare), född 31 mars 1966 i Portsmouth, England. Black var under många år den främste icke-amerikanske 400-meterslöparen i världen. Sitt personbästa noterade Black 1996 då han sprang på brittiska rekordtiden 44,37, endast 4 hundradelar över europarekordet. Det brittiska rekordet blev Black av med 1997 då walesaren Iwan Thomas sprang en hundradel snabbare. Black har vunnit ett stort antal medaljer i internationella mästerskap individuellt och i stafett, bland annat silver individuellt i VM 1991 och OS 1996 samt EM-guld 1986 och 1990. Dessa medaljer till trots är troligtvis stafettsegern i VM 1991 den största framgången då det amerikanska laget ansågs oslagbart. Vid VM 1997 förlorade Storbritannien stafetten knappt mot Förenta staterna men tilldelades guldmedaljen då en amerikansk löpare (Antonio Pettigrew) gjort sig skyldig till dopningsbrott. I internationella sammanhang representerade Black Storbritannien utom i Samväldesspelen där han representerade England.

## Meriter
Guldmedaljer
Världsmästerskap
- VM 1991 4x400 m (Storbritannien: Black, Redmond, Regis och Akabusi, 2.57,53 ER)
- VM 1997 4x400 m (Storbritannien: Thomas, Black, Baulch och Mark Richardson, 2.56,65)

Europamästerskap
- EM 1986 400 m (44,59) och 4x400 m (Storbritannien: Redmond, Akabusi, Whittle och Black, 2.59,84)
- EM 1990 400 m (45,08) och 4x400 m (Storbritannien: Sanders, Akabusi, Regis och Black, 2.58,22 ER)
- EM 1994 4x400 m (Storbritannien: McKenzie, Black, Whittle och Ladejo, 2.59,13)

Samväldesspel
- Samväldesspelen 1986 400 m (45,57) och 4x400 m (England, 3.07)

Silvermedaljer
Olympiska spel
- OS 1996 400 m (44,41) och 4x400 m (Storbritannien: Thomas, Black, Baulch och Richardson, 2.56,60 ER)

Världsmästerskap
- VM 1987 4x400 m (Storbritannien: Bennett, Akabusi, Black och Brown, 2.58,86)
- VM 1991 400 m (44,62)

Europamästerskap
- EM 1994 400 m (45,20)

Bronsmedalj
Olympiska spel
- OS 1992 4x400 m (Storbritannien: Akabusi, Black, Grindley och Regis, 2.59,73)

## Rekord
- Personbästa, 400 m: 44,37 (Lausanne, Schweiz, 3 juli 1996)
- Europarekord, 4x400 m: 2.56,60 (Atlanta, Georgia, 3 augusti 1996) (Thomas, Black, Baulch och Richardson)